# Bibimys chacoensis
Bibimys chacoensis är en däggdjursart som först beskrevs av Henry Harold Shamel 1931.  Bibimys chacoensis ingår i släktet rödnosade råttor och familjen hamsterartade gnagare. IUCN kategoriserar arten globalt som livskraftig. Inga underarter finns listade i Catalogue of Life.
Denna gnagare förekommer i nordöstra Argentina och angränsande delar av Paraguay. Arten vistas i gräsmarker, ofta nära regnskogar.
Arten når en absolut längd av 13 till 18,5 cm, inklusive en 3,5 till 8 cm lång svans. Den genomsnittliga vikten är 28,5 g. Pälsen har på ovansidan en brunaktig färg och undersidan är ljusare brun till vit. Klorna vid bakfötterna är kraftiga och hela foten är med klorna 2,0 till 2,5 cm lång. Den tredje molara tanden har tre rötter, motsvarigheten hos andra arter av släktet har bara två rötter. Tandformeln är I 1/1 C 0/0 P 0/0 M 3/3, alltså 16 tänder.
Levnadssättet antas vara lika som hos andra rödnosade råttor.